# Tom Pappas (judoka)
Tom Pappas (22 de noviembre de 1990) es un deportista australiano que compitió en judo. Ganó dos medallas en el Campeonato de Oceanía de Judo en los años 2013 y 2014.

## Palmarés internacional
| Campeonato de Oceanía | Campeonato de Oceanía    | Campeonato de Oceanía | Campeonato de Oceanía |
| Año                   | Lugar                    | Medalla               | Categoría             |
| --------------------- | ------------------------ | --------------------- | --------------------- |
| 2013                  | Apia (Samoa)             | Medalla de plata      | –60 kg                |
| 2014                  | Auckland (Nueva Zelanda) | Medalla de oro        | –60 kg                |